# Rivecourt
Rivecourt is een gemeente in het Franse departement Oise (regio Hauts-de-France) en telt 500 inwoners (2004). De plaats maakt deel uit van het arrondissement Compiègne.

## Geografie
De oppervlakte van Rivecourt bedraagt 3,9 km², de bevolkingsdichtheid is 128,2 inwoners per km².
De onderstaande kaart toont de ligging van Rivecourt met de belangrijkste infrastructuur en aangrenzende gemeenten.

## Demografie
Onderstaande figuur toont het verloop van het inwonertal (bron: INSEE-tellingen).